# Бубур ча ча
Бубур ча ча або бубур ча-ча (англ. Bubur cha cha) — традиційний десерт малайзійської та сінгапурської кухонь.

## Приготування та вживання
Необхідні інгредієнти для приготування бубур ча ча: саго, таро, ямс, солодка картопля, банани, кокосове молоко, горох, листя пандану, цукор та сіль. В якості додаткових складників може використовуватись вода, кокос та кокосовий крем. Готують бубур ча ча змішуванням всіх інгредієнтів у кокосовому молоці.
Вживають бубур ча ча у холодному та гарячому вигляді. Може подаватись як сніданок у Малайзії та Сінгапурі. У штаті Пенанг (Малайзія) бубур ча ча продається як вулична їжа.